# Chocolate de menta

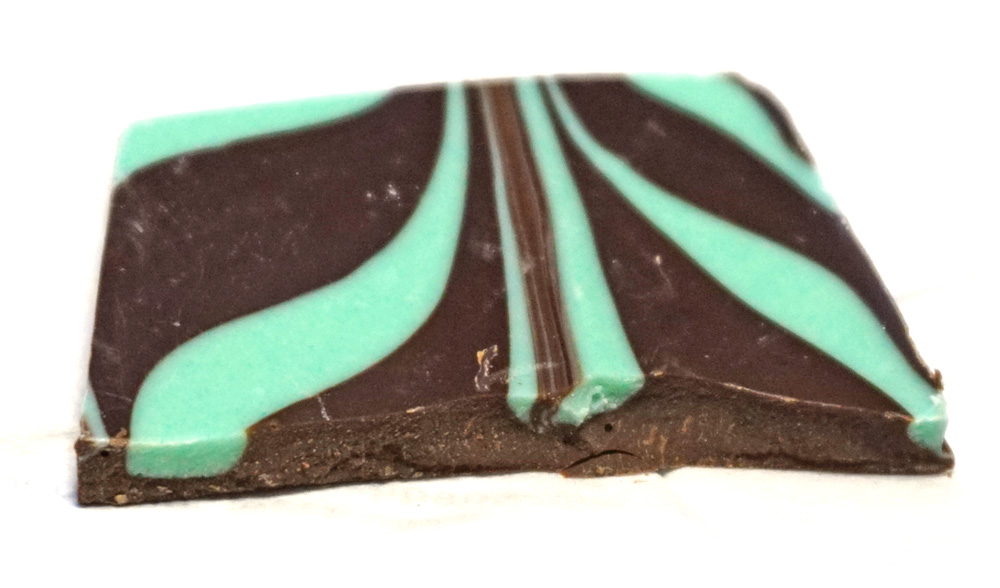
Chocolate de menta

El chocolate de menta, es una variedad popular de chocolate con sabor que se elabora añadiendo un saborizante de menta, como la menta piperina o menta verde. 
Se puede utilizar chocolate con leche, chocolate negro o chocolate blanco; por lo tanto según los ingredientes y los procesos de elaboración el producto final no tiene un sabor ni un aroma específico, cada combinación de chocolate de menta puede ser única.
La Asociación Nacional de Confiteros de Estados Unidos, celebra el 19 de febrero como Día del Chocolate de Menta.

## Usos
El chocolate de menta se puede encontrar en una gran variedad de productos comestibles, como caramelos, pasteles, galletas, helados, chocolate caliente, entre otros.  El uso principal es la pastelería, ya sea como ingrediente para otras elaboraciones o como decoración.

También se comercializa de forma no comestible como producto de belleza.

## Descubrimiento
Para empezar, cuando los europeos descubrieron el cacao, lo llevaron a sus tierras y empezaron a fabricar el chocolate.
La mezcla de chocolate oscuro, dotado de amargor y astringencia, combinado con el frescor de la menta resultó un hallazgo que se produjo en Inglaterra durante a principios del siglo XIX.
Este de sabor comenzó a comercializarse a mediados del siglo XIX en los negocios de venta de dulces de Inglaterra y, posteriormente, los Estados Unidos. Sin embargo, el marketing de los productos a base de menta y chocolate se produjo a principios del siglo XX.

## Helado
La Asociación Internacional de Alimentos Lácteos afirma que la combinación de chocolate con menta es el décimo sabor más popular de helado. En 1973, cuando la princesa Ana de Inglaterra y el capitán Mark Phillips realizaron un concurso por el helado que se serviría en su boda real. El ganador fue el sabor de chocolate y menta, y las heladerías promovieron entre el público la elección real, hábito que se extendió rápidamente a otros países de Occidente.